# Папірії (рід)
Папірії — патриціанський та заможний плебейській рід Стародавнього Риму. Природний рід Риму. Спочатку мав назві Папісії. Багато разів займали посади консулів, диктаторів, народних трибунів. Гілки Папірієв: Курсор, Карбон, Красс, Масіни, Мугілії, Карвет. Брали активну участь у реформах Гракхів та Союзницькій війні.

## Найвідоміші Папірії
- Гай Папірій, великий понтіфік 509 року до н. е.
- Марк Папірій Карвет, консул 458 року до н. е.
- Луцій Папірій Мугіллан, консул 444 року до н.е.
- Марк Папірій Красс, консул 441 року до н. е.
- Луцій Папірій Красс, консул 436 року до н. е.
- Луцій Папірій Мугіллан, консул 427 року до н. е.
- Марк Папірій Мугіллан, консул 411 року
- Марк Папірій, сенатор
- Луцій Папірій Курсор, військовий трибун з консульською владою 387 р.до н.е.
- Апій Папірій Красс, консул 349 року до н. е.
- Луцій Папірій Красс, військовий трибун з консульською владою 368 р. до н.е.
- Луцій Папірій Красс, консул 336 і 330 р. до н.е.
- Марк Папірій Красс, диктатор 332 року до н. е.
- Луцій Папірій Курсор, диктатор 325, 309 років до н. е., консул 326, 320, 319, 315, 313 років до н. е., переможець самнітів.
- Луцій Папірій Курсор, консул 293 і 272 року до н. е.
- Гай Папірій Мазон, претор
- Гай Папірій Мазон, консул 231 р. до н.е.
- Гай Папірій Карбон, народний трибун 131 року до н. е., прихильник Гая Гракха, консул 120 року до н. е., перейшов на бік оптиматів.
- Гней Папірій Карбон, консул 113 року до н. е., зазнав поразки від кімбрів та тевтонів при Нореї
- Гней Папірій Карбон, консул 85, 84, 82 років до н. е.. палкий прихильник Гая Марія.
- Гней Папірія Еліан, консул-суффект 157 року н. е.
- Гней Папірія Еліан, консул-суффект 184 року н. е.